# سیارک ۲۴۶۲۶
سیارک ۲۴۶۲۶ (به انگلیسی: 24626 Astrowizard، نامگذاری:1980TS3) بیست و چهار هزار و ششصد و بیست و ششمین سیارک کشف شده‌است که در ۹ اکتبر ۱۹۸۰ کشف شد.
قدر مطلق سیارک برابر ۱۷.۸ است.